# イスタンブール工科大学
イスタンブール工科大学（トルコ語: İstanbul Teknik Üniversitesi、略称：ITU）はトルコのイスタンブールにある国立の工科大学である。
シンボルマークはハチである。

## 沿革
イスタンブール工科大学はオスマン帝国時代の1773年、当時の皇帝ムスタファ3世によって設立されたオスマン帝国海軍の技術学校が起源であり、世界でも3番目に古い技術系大学である。1845年からはそれまでの造船に加え、建築工学課程が新設された。1909年には公的な教育機関になり、国家の発展のために土木技術者養成に重きを置くようになった。
トルコ革命を経て成立したトルコ共和国時代の1944年に改組され、名称も現在のイスタンブール工科大学となった。1946年に建築、土木工学、電子工学の課程を有する自律的な大学となった。
現在、イスタンブール工科大学は2009年のTHE世界大学ランキングでは世界の大学の中で108位、トルコ国内では最も上位の大学にランクインし、トルコで最も重要な高等教育機関となっている。卒業生はトルコ科学技術研究会議やトルコ科学アカデミーから数々の賞を受賞しており、また卒業生からアメリカ合衆国やイギリス、ロシアの科学アカデミーのメンバーを数多く輩出している。
2011年に起業を支援するインキュベーション施設「ITUチェキルデッキ」（トルコ語で種子の意味）を開所した。

## 学部
- コンピュータ及び電子情報学部
- 海洋学部
- 造船学及び海洋科学部
- 土木工学部
- 建築学部
- 電子工学部
- 鉱山学部
- 化学および冶金学部
- 機械工学部
- 繊維学部
- 航空宇宙工学部
- 経営学部
- 人文科学部

## キャンパス
イスタンブールのヨーロッパ側に4つ、アジア側に1つの計5つのキャンパスを有する。